# Арабеск (балет)
Балет „Арабеск“ е държавна професионална танцова група за модерен балет в София. Тя е единствената в страната балетна трупа извън оперните състави, която се радва на половинвековно дълголетие.
Формацията е създадена през 1967 г. за осъществяване на нови неконвенционални идеи в съвременната хореография. За своята половинвековна история в репертоара си „Арабеск“ има над 100 реализирани постановки. Пръв ръководител е Любомир Горанов (1967-1972 г.). Дългогодишен хореограф на формацията е Маргарита Арнаудова (1974-1994 г.), която налага ярък стил и оформя български репертоар за модерен балет. Хореографката Боряна Сечанова е директор на трупата от 2000 г. В „Арабеск“ са играли много танцьорки и танцьори, сред първите и най-известните от които е примабалерината Красимира Колдамова.
През 2010 г. Музикален театър „Стефан Македонски“ и Балет „Арабеск“ образуват Държавен музикален и балетен център. Балет „Арабеск“ е с национален статут от 2012 г.
През 2019 г. балет „Арабеск“ е отличен с наградата „Аполон Токсофорос“ за изключителен принос в развитието на българската култура на 35-ото издание на културния фестивал „Аполония“.

## Постановки на Балет „Арабеск“
, 
1966/1967
„Болеро“ (музика Морис Равел), „Игра на карти“ (музика И. Стравински), „Франческа ди Римини“ (музика П. Чайковски), „Любовна магия“ (музика Мануел де Файя), хореография Василе Марку (Румъния).
„Репето“ (музика С. Прокофиев), „За един кордебалет“ (музика Д. Кабалевски), „Четирите темперамента“ (музика П. Хиндемит), хореография Франсоаз Адре (Франция), сценография В. Жедрински.
1969
„Кармен” – музика Жорж Бизе/Родион Щедрин, хореография Алберто Алонсо (Куба), сценография Борис Мессерер (СССР).
„Поема на екстаза“ (музика Александър Скрябин), „Мечти в сън“ (музика Панчо Владигеров), хореография Олга Тарасова (СССР), сценография и костюми Владимир Овчаров
1970/1971
„Диафонична студия и адажио“ (музика Красимир Кюркчийски, художник Димитър Киров), „Медуза“ (музика Готфрид фон Айнем), „Копелия сюита“ (музика Лео Делиб), хореография Иржи Немечек (Чехословакия), художник Индришка Хиршова (Чехословакия), Олдрих Шимачек (Чехословакия).
„Медея“ (музика Самюел Барбър, художник Никос Николау), „Марсиас“ (музика Манос Хадзидакис, художник Янис Тцаруис), „Разкаянието на Клитемнестра“ (музика Т. Андонио, художник Янис Киру), хореография Ралу Ману (Гърция)
1972
„Кармина Бурана“ (музика Карл Орф, художник Роналд Парис), „Ромео и Жулиета“ (музика П. Чайковски, художник Салвадоре Русо), „Сюита върху една тема“ (музика Дж. Верди, художник Хуан Корели), хореография Хуан Корели (Италия)
1972/1973
„Пинокио“ – музика Казагранде, хореография Иржи Немечек (Чехословакия)
1974
„Бразилски импресии“ (музика Ейтор Вила-Лобос), „Симфония-реквием“ (музика Красимир Кюркчийски), „Адажио“ (музика Томазо Албинони), „Пасакалия“ (музика Й.С.Бах), хореография Маргарита Арнаудова (България), сценография и костюми Мария Трендафилова.
1976
„Зад кулисите“ (музика Симеон Пиронков), „Адажио и скерцо“ (музика Александър Текелиев), хореография Маргарита Арнаудова, сценография Мария Трендафилова, „Елингтония“ (музика Дюк Елингтън), „Орфей“ (музика Кабелач), „Данца“ (музика Русо), хореография Ален Бернар (Швейцария), сценография и костюми Христо Градечлиев
1977
„Пролетно тайнство“ (музика И. Стравински), „Весели куплети“ (музика Родион Щедрин), хореография Маргарита Арнаудова, сценография Мария Трендафилова
1978
„Антифонни диалози“ (музика Георги Костов), „Тривърхата шапка“ (музика Мануел де Файя), хореография Асен Гаврилов (България), сценография Васил Докев, костюми Иван Савов
„Нестинарка“ – музика Марин Големинов, хореография Маргарита Арнаудова, сценография и костюми Мария Трендафилова
1979
„Ритус Паганус“ (музика Ф. Глорийо), „Пролет“ (музика К. Дебюси), „Дафнис и Хлое“ (музика Морис Равел), хореография Андре Льоклерк (Белгия), художник Мария Трендафилова
„Пътеводител по оркестъра“ (музика Б. Бритън), хореография Маргарита Арнаудова, съвместно с Пловдивската филхармония
„Ромео и Жулиета“ (музика Сергей Прокофиев), хореография Маргарита Арнаудова, сценография и костюми Мария Трендафилова, „Апокалипсис“ (музика Васил Казанджиев), „Меса за нашето време“ (музика П. Анри), хореография Петър Луканов (България).
1980
„Жар птица“ (музика И. Стравински), „Равноденствие“ (музика Жан Мишел Жар), хореография Маргарита Арнаудова, сценография и костюми Мария Трендафилова
1981
„Нощта срещу Еньовден“ – музика Марин Големинов, хореография Маргарита Арнаудова, сценография и костюми Мария Трендафилова.
„Адажието“ (музика Густав Малер), „Кошутите“ (музика Франсис Пуленк), „Yesterday“ (музика „Бийтълс“), хореография Конрад Джевецки (Полша), художник Мария Трендафилова
1982
„Настроения“ – музика Белини, Малер, Марчело, хореография Маргарита Арнаудова, художник Мария Трендафилова
„Седемте танцьора“ (музикален колаж), „В обятията на спомена“ (музика Рахманинов), „Твоите очи“ (музика Т. Земфир), „Кръгът на времето“ (средновековна музика), хореография и сценография Люк Буи (Белгия)
1983
„Пахита“ – музика Минкус, хореография Мариус Петипа, постановка Калина Богоева (България)
„Бариерата“ – музика Ангел Котев, хореография Маргарита Арнаудова, сценография и костюми Мария Трендафилова
„Джаз във фокус“ – музикален колаж, хореография Бенджамин Феликсдал (Холандия), художник Мария Трендафилова
„Тракийски идоли“ – опера от Марин Големинов, хореография М. Арнаудова, художник Мария Диманова
1984
„Севилски страсти“ (музика Дж. Росини), „Девет танга и Бах“ (музикален колаж), хореография Дмитрий Брянцев (СССР), сценография Мария Трендафилова
1985
„Зоопарк“ и „Площадът“ – музикален колаж, хореография Бенджамин Феликсдал (Нидерландия), сценография Мария Трендафилова
„Почти фантазия“ (музикален колаж), хореография Алберто Алонсо (Куба), сценография Мария Трендафилова, "Кармен" (музика Бизе/Щедрин) (възстановка), хореография Алберто Алонсо (Куба), сценография Борис Мессерер (СССР)
1986
„Още веднъж за любовта“ – музика Й.С.Бах, Родриго, Вангелис, хореоrpaфия Маргарита Арнаудова, сценография Мария Трендафилова
„Десета незавършена“ (музика Густав Малер), хореография Маргарита Арнаудова, сценография и костюми Мария Трендафилова
„Джаз, мелодия и ритъм“ (музикален колаж), хореография Ди Анджелис (Италия)
1987
„Игра на карти“ – музика Игор Стравински, хореография Мая Шопова (България), „Човекът, когото обичам“ музика Джордж Гершуин, художник Мария Трендафилова
„Сюита на покрива“ (музика Ела Фицджералд и Луис Армстронг), „Болеро“ (музика Морис Равел), хореография Маргарита Арнаудова, художник Христо Градечлиев
1988
„Йерма“ (музика Джордж Кръмб), „Етюд“ (музика Й. Брамс), „Валс“ (музика П. Чайковски), хореография Рикардо Нунец (Куба)
„Хамлет“ – музика Александър Скрябин, хореография Маргарита Арнаудова, художник Мария Трендафилова
„Кармина Бурана“ – музика Карл Орф, хореография М. Арнаудова; съвместна постановка с Пловдивска опера
1989
„Психоза“ и „Поетът“ – музикален колаж, хореография Виктор Куеляр (Куба), сценография и костюми Едуардо Ароча
1990
„Спомен за рокендрола“ (музикален колаж), хореография Виторио Биаджи (Италия)
1991
„Целувката“ (музика Пуленк), хореография и сценография Анелия Янева
„Островът“ - музикален колаж, хореография и сценография Боряна Сечанова
„Три гимнопедии“ (музика Е. Сати), „Каламанку, ле“ (народна музика), хореография и сценография Мила Искренова
„Здравей, Бродуей“ – музикален колаж, хореография Маргарита Арнаудова, сценография и костюми Евгения Раева
1993
„Корен дълбоко в небето“ – музика и изпълнения на М. Коларов, Теодосий Спасов, Йълдъз Ибрахимова, Милчо Левиев, хореография Маргарита Арнаудова, сценография Васил Докев
„Под огъня на своите“ и „Тъмна бе нощта“ – музикален колаж, хореография Елза Лимбах (САЩ)
1994
30 май 1994 Гала концерт в чест на четвърт век от създаването на "Арабеск", програма "Болеро", "Адажието", "Корен дълбоко в небето". "Кармен"
1995
„Часът на кучето“ – музикален колаж, хореография и режисура Маргарита Арнаудова, постановка Маргарита Арнаудова и Олеся Пантикина, сценография Невена Кавалджиева, „Десета незавършена“ – музика Густав Малер, хореография Маргарита Арнаудова, възстановка Румяна Маркова, сценография Мария Трендафилова „Пролетно тайнство“ музика Игор Стравински, хореография М. Арнаудова, възстановка Румяна Маркова и Радомир Начев, сценография Мария Трендафилова „Сватба“ – музика Игор Стравински, хореография Боряна Сечанова, сценография Цветанка Петкова-Стойнова „Фонтани“, хореография Марк Тейлър (САЩ); „Шегите на Амура“ (музика Й. Щраус), хореография Румяна Маркова
1996 – I конкурс за съвременна хореография върху българска музика „Маргарита Арнаудова“: „Дивачката“ (музика П. Вълканов), хореография Боряна Сечанова, костюми Цв. Петкова-Стойнова; „Пресичане на пространството“ – музика Г. Арнаудов и А. Аврамов, хореография Мила Искренова, сценография и костюми Б. Семерджиева;  „Лунна жена“ – музика А. Текелиев, хореография Олеся Пантикина, сценография и костюми Н. Кавалджиева; „Зуна“ (награда на публиката) – музикален етноколаж, хореография Антония Докева, сценография и костюми В. Докев 
1997
„Хладна пепел“ – музика Йон Андерсън, хореография Мила Искренова 
„Деца на светлината“ – музика А. Вивалди, хореография Румяна Маркова, сценография и костюми М. Блажева
„Суврa“ – музикален колаж, хореография Антония Докева, сценография и костюми В. Докев 
„Непосилната лекота на любовта“ – музика М. Брух, хореография Маргарита Димитрова
II конкурс за съвременна хореография върху българска музика „Маргарита Арнаудова“ 
„Ostinato“ (награда на публиката и награда на журито) – музика М. Големинов, хореография Маргарита Градечлиева, костюми Св. Градечлиева 
„Меко, слънчево и ветровито“ – музикален колаж от стари градски песни, хореография Росен Михайлов, сценография Хр. Чобанов, костюми Ил. Стоичкова
„Пределът“ – музика Ив. Димитров, хореография Светлин Ивелинов
1998
„Парабола“ – музика А. Аврамов, хореография Маргарита Градечлиева, сценография и костюми М. Диманова
„Благовец“ – музикален колаж, хореография Антония Докева, сценография и костюми В. Докев
„Целувката на времето“ – музика Yello, хореография Румяна Маркова, сценография и костюми Б. Стойнов
1998
III конкурс за съвременна хореография върху българска музика „Маргарита Арнаудова“ „Атрактивни теории и постмодерни ритуали“ – музика А. Паунов и „Екипаж“, хореография Галина Борисова, костюми А. Андреева
„Заспивайки... ТАМ“ – музика Л. Денев и А. Вапиров, хореография Анна Донева
„Жарава“ (награда на публиката) – музика Ал. Йосифов, хореография Антоанета Алексиева, сценография и костюми М. Трендафилова
„Малка любовна сага“ (награда на журито) – музика М. Големинов, хореография Мая Михайлова, сценография и костюми Д. Транев 
1999
„Подобно, но не същото“ – музикален колаж, хореография Соня Клaрк (Канада), сценография и костюми С. Кларк 
„Моят ангел“ (музикален колаж), „Островът“ (музикален колаж), хореография Люк Буи (Белгия)
1999
IV конкурс за съвременна хореография върху българска музика „Маргарита Арнаудова“  „Черна кутия“ – музика Г. Арнаудов, хореография Анна Донева; „Кино 2000“ (награда на публиката и награда на журито) – музика А. Масларски, хореография Петя Стойкова, костюми Д. Транев, „Притча за Земята“ – музика В. Казанджиев, хореография Нина Петровска, сценография и костюми Ан. Петровска, „Дневникът на един сънуващ“ – музикален колаж, хореография Анита Цветкова, сценография и костюми Ан. Цветкова 
1999
„Хомо сапиенс“ (музика П. Владигеров, сценография и костюми М. Диманова), „Хомо луденс“ (музика Л. Денев, сценография и костюми Бл. Василева), хореография Желка Табакова 
2000 
„Човешка симфония“ – музика Ж. Бизе, хореография Соня Клaрк (Канада), сценография и костюми С. Кларк, „Две минус колко е равно...“ (музика С. Рахманинов) „Импровизации“ (музика Й. С. Бах) „Пустинна песен“ – музика Бьорк „Лебедът“ (музика С. Санс), хореография Румяна Маркова „Две плюс две е равно...“ (музика П. И. Чайковски), „Две и...“ (музика С. Прокофиев), „Блуждаещи мисли“ (музика Ф. Шопен), хореография Албена Атанасова 

## Гастроли на Балет „Арабеск“
1968
ФРАНЦИЯ (Хавър, Лион, Версайл, Екс-ан-Прованс)
ИТАЛИЯ (Генуа)
СИРИЯ (Дамаск, Алепo)
1969
ДАНИЯ (Копенхаген) програма „Дафнис и Хлое“, „Болеро“ 
ШВЕЦИЯ (Гьотеборг) програма „Дафнис и Хлое“, „Болеро“
1970
ИТАЛИЯ (Бари, Лечче, Анкона, Сулмона)
1971
ИТАЛИЯ (Бари, Савона, Терли) програма „Репето“, „Четирите темперамента“ ШВЕЙЦАРИЯ (Сент-Морис) програма „Репето“, „Четирите темперамента“
АВСТРИЯ (Брегенц) програма „Репето“, „Четирите темперамента“ 
СССР (Ленинград, Вилнюс) програма „Копелия сюита“, „Марсиас“ 
КИПЪР (Никозия, Лимасол) програма „Разкаянието на Клитемнестра“, „Марсиас“, „Медея“
1972
ГДР (Берлин, Йена, Хале, Баделстер, Гера)
1973
ГЪРЦИЯ (Солун, Атина, Пирея)
1974
ТУРЦИЯ (Истанбул – Истанбулски музикален фестивал, Яръмджа) 2 програми „Диафонична студия“, „Сюита върху една тема“, „Кармен“; „Репето“, „Адажио“, „Кармен“
ГДР (Берлин)
1975
ПОЛША (Варшава, Вроцлав, Битон) програма „Пасакалия“, „Кармина Бурана“
1977
ГДР (Шверин, Ной Бранденбург) програма „Зад кулисите“, „Кармен“ 
БЕЛГИЯ (Лалувиер, Ган, Брюксел, Брюж, Кноке, Суман) програма „Весели куплети“, „Адажио и скерцо“, „Зад кулисите“, „Кармен“, „Пролетно тайнство“
1978
ФИНЛАНДИЯ (Фестивал за модерен танц Коопио) 2 програми „Диафонична студия и адажио“, „Сюита върху една тема“, „Нестинарка“ и „Антифонни диалози“, „Адажио и скерцо“, „Пролетно тайнство“ 
ШВЕЦИЯ програма „Нестинарка“, „Весели куплети“, „Пролетно тайнство“ 
ФРАНЦИЯ (Орлеан, Льоман, Париж) програма „Кармен“, „Класически дуети“, „Пролетно тайнство“
1979
ЧЕХОСЛОВАКИЯ (Сенице, Прага, Братислава, Теплице, Бърно) програма „Нестинарка“, „Пролетно тайнство“, „Болеро“
УНГАРИЯ (Будапеща – участие в „Интербалет“, Печ) програма „Нестинарка“, „Пролетно тайнство“
ГДР
1980
ГДР (фестивал в Дрезден) програма „Нестинарка“, „Ритус Паганус“, „Пролет“, „Адажио“, „Пролетно тайнство“
1982
УНГАРИЯ („Интербалет“) програма „Нощта срещу Еньовден“, „Адажието“, „Равноденствие“
1983
ГЪРЦИЯ (Солун) програма „Адажието“, „Още веднъж за любовта“, „Равноденствие“, „Нестинарка“
ЮГОСЛАВИЯ (Осиек, Белград) програма „Нощта срещу Еньовден“, „Равноденствие“
ИТАЛИЯ програма „Равноденствие“, „Адажието“, „Пролетно тайнство“, „Кошути“, „Yesterday“
1984
Индия (Делхи) програма „Ритус Паганус“, „Равноденствие“, „Джаз във фокус“, „Адажието“, „Нестинарка“, „Пролетно тайнство“ 
ИНДОНЕЗИЯ (Джакарта) същата програма 
СИНГАПУР същата програма 
ФИЛИПИНИТЕ същата програма 
ЗИМБАБВЕ същата програма
1987
ЗИМБАБВЕ (Хараре, Мутаре, Булавайо) 2 програми „Севилски страсти“, „Лято“, „Рапсодия в синьо“, „Още веднъж за любовта“ и „Пролетно тайнство“, „Ритус Паганус“, „Равноденствие“, „Нестинарка“, „Джаз във фокус“ 
ПОЛША (Варшава)
1988
ПОЛША (Варшава)
1989
ИТАЛИЯ (Фоджа, Милано, Месина, Сицилия) програма „Пролетно тайнство“, „Болеро“, „Още веднъж за любовта“, „Кармен“
1990
ИТАЛИЯ (Милано) същата програма
1993
БЕЛГИЯ програма - Кармина Бурана” съвместно с Пловдивска опера
1994
АВСТРИЯ (Санкт Пьолтен) програма „Болеро“, „Корен дълбоко в небето“, „Още веднъж за любовта“, „Адажието“
ГЕРМАНИЯ програма „Кармина Бурана“ съвместно с Пловдивска опера